# Blu-ray Disc

Logo del Blu-ray Disc

Il Blu-ray Disc (sigla ufficiale BD), o più semplicemente, ma erroneamente, solo Blu-ray, è un supporto di memoria di tipo ottico. Progettato come successore del DVD, è in grado di memorizzare contenuti in Full HD e Ultra HD. Il disco di plastica ha un diametro di 120 mm e uno spessore di 1,2 mm, le stesse dimensioni di CD e DVD.
Il nome "Blu-ray" si riferisce al laser blu utilizzato per leggere il disco, che consente di memorizzare informazioni con una maggiore densità, rispetto al laser rosso usato per i DVD.
Dal 2007, anno della sua entrata in commercio con un vasto numero di titoli, il Blu-ray resta l'unico vero supporto per contenere i film nel loro formato cinematografico originale, e soprattutto nella giusta durata e nella giusta tonalità sonora. Questo perché il Blu-ray riporta tutte le caratteristiche della pellicola originale, senza correzioni tecniche come invece avveniva per le vecchie Vhs e avviene tuttora per i Dvd.
Vhs, Dvd, e tutti i film trasmessi in televisione subiscono un processo chiamato "telecinema".
Questo processo porta i classici 24 fotogrammi per secondo del film proiettato al cinema (fps) a 25 fps, con una accelerazione del 4,096%.
I film in Dvd durano quindi circa 5 minuti di meno di un film in Blu-ray di 120 minuti, ma ad essere maggiormente penalizzata è la parte audio, che nel Dvd risulta essere non solo più veloce quindi più corta, ma anche di una tonalità più alta del 4,096%, falsando quindi il tono corretto di parole e musica.
Il Blu-ray si è sviluppato in questi anni con l'uscita di titoli in 4k e in 8k e sono allo studio supporti con una definizione video di 16k.
Sony ha annunciato che da febbraio 2025 fermerà definitivamente la propria produzione di Blu-ray Disc.

## Caratteristiche

Confronto fra diversi supporti ottici

Grazie all'utilizzo per la lettura e la scrittura di un laser a luce blu (405 nm), di lunghezza d'onda più corta rispetto al CD (780 nm) ed al DVD (650 nm), il Blu-ray Disc riesce a contenere fino a 200 GB di dati, ovvero quasi 40 volte di più rispetto a un DVD Single Layer-Single Side (4,7 GB). Un disco da 25 GB risulta insufficiente per contenere circa 2 ore di filmato ad alta definizione utilizzando il tradizionale codec MPEG-2: per questo motivo, oltre all'utilizzo dei dischi a doppio strato (oltre 50 GB), era previsto l'impiego di codec più sofisticati come l'MPEG-4 AVC o il Windows Media Video 9 (standardizzato come VC-1) che permettono, in teoria, di raddoppiare il fattore di compressione rispetto all'MPEG-2, dimezzando in conseguenza la richiesta di spazio, senza incidere significativamente sulla qualità video.
Fu usato il termine Blu al posto della forma inglese corretta Blue poiché quest'ultima, essendo di uso comune nella lingua inglese, non è registrabile come marchio. Il primo apparecchio ad aver utilizzato commercialmente questa tecnologia fu la PlayStation 3, dopo che il 12 agosto 2004 i produttori impegnati nel progetto Blu-ray Disc dichiararono di aver approvato la versione 1.0 delle specifiche per i dischi BD-ROM. La presentazione ufficiale del nuovo supporto disponibile per il cinema ad alta definizione avvenne il 23 maggio 2006 negli Stati Uniti. Il primo apparecchio "consumer" che arrivò il 10 aprile 2003 nei negozi giapponesi fu il Sony BDZ-S77, un lettore e registratore venduto poi in America a 3.800 dollari. Non vi erano ancora gli standard per i video commerciali e nessun film era disponibile, ma solo materiale promozionale Sony. Il primo lettore di Blu-ray Disc da tavolo realmente consumer secondo lo standard fu il BD-P1000, commercializzato dalla Samsung nel luglio 2006.

## La battaglia con il concorrente HD DVD
L'HD DVD, nato nel 2003, è stato il modello commerciale concorrente del Blu-ray Disc. Pur utilizzando lo stesso laser blu da 405 nm, prevedeva una disposizione degli strati dati differente da questo ed identica a quella dei DVD così da consentire la stampa dei nuovi supporti pre-registrati con gli stessi macchinari già in possesso ai produttori di home video. Tuttavia questa disposizione degli strati non risulta ottimizzata per un laser a così corta lunghezza d'onda, motivo per cui la capacità di memorizzazione dell'HD DVD per strato risultava inferiore di oltre il 30 per cento rispetto a quella del Blu-ray Disc.
La battaglia per la diffusione delle due tecnologie si è combattuta principalmente sul fronte degli accordi commerciali con le case cinematografiche ed i produttori di hardware; il 19 febbraio 2008 il Blu-ray Disc ha definitivamente vinto la sua competizione con l'HD DVD, visto che Toshiba, titolare dei diritti sul modello concorrente, ha dichiarato la chiusura del progetto e la dismissione delle attività collegate.

## Capacità dischi e costi

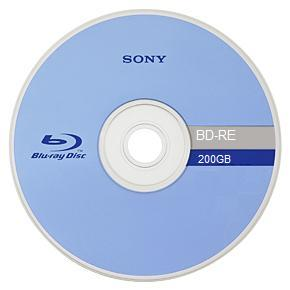
Un disco Blu-ray

Il Blu-ray Disc offre tre differenti capacità di archiviazione: 23.3, 25 e 27 GB. Sono leggermente differenti in quanto utilizzano i medesimi supporti, ma variano la quantità di dati immagazzinati grazie all'utilizzo di tre differenti lunghezze dei pit. È anche possibile diminuire ancora di più la lunghezza dei pit e incrementare la capacità di archiviazione per strato, in inglese chiamato layer.
Con i dischi Blu-ray da 25 GB già sul mercato e con quelli da 50 GB sulla linea di partenza, Sony era già al lavoro sui supporti da 200 GB: una capacità che sarebbe stata raggiunta con l'adozione di otto strati. Tale capacità è stata poi raggiunta e presentata il 26 maggio 2005 da parte della Blu-ray Disc Association che ha inoltre dichiarato che ormai i costi di produzione dei dischi BD-ROM con capacità da 25 e 50 GB sono molto simili a quelli degli odierni DVD a doppio strato.

## Protezione dei dati

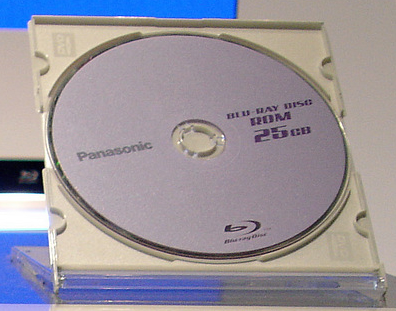
Un prototipo di un disco Blu-ray

Sul fronte della sicurezza dei dati contro la contraffazione, il Blu-ray Disc utilizza l'Advanced Encryption Standard (AES) con chiavi a 128 bit che cambiano ogni 6 kB di dati. In una conferenza del 2004, Sony ha mostrato come una singola chiave veniva utilizzata per decriptare un DVD, mentre la chiave del Blu-ray Disc cambiava centinaia di volte durante la riproduzione. Il protocollo di gestione dei contenuti digitali funzionerà in cooperazione con il protocollo HDCP per impedire la riproduzione a dispositivi non abilitati.
Il Blu-ray Disc utilizza tre meccanismi di protezione dei dati:
- Il primo è l'AACS, evoluzione del Content Scrambling System (CSS) utilizzato per i DVD. L'AACS cripta i dati e può essere decodificato solamente conoscendo le chiavi date ai produttori di player. L'AACS, quindi, di fatto serve a impedire la riproduzione di dischi da parte di dispositivi non autorizzati o contraffatti (e che quindi potrebbero illegalmente trasferire il contenuto del supporto verso altri sistemi).
- Un secondo meccanismo di protezione è quello del Digital Watermarking. Significa che nel disco vengono inserite delle "impronte" realizzate mediante opportune modifiche della forma dei bit, invisibili all'occhio umano, ma il cui schema può essere intercettato e ricostruito dal player durante la riproduzione. Se il player non individua lo schema, il disco viene identificato come contraffatto e non riprodotto. Il Digital Watermarking, quindi, serve a impedire la riproduzione di dischi prodotti illegalmente.
- Il terzo sistema è chiamato BD+ e si basa su una macchina virtuale che può non essere eseguita nel riproduttore di Blu-ray Disc utilizzando un codice sorgente registrato direttamente nei supporti pre-registrati. Al momento del caricamento del disco, il codice viene estratto e portato nella memoria del player, dove viene eseguito. Il codice permette di decodificare il materiale registrato sul disco che è stato modificato applicando un secondo livello di protezione, aggiuntivo rispetto all'AACS, e che prevede la sostituzione di porzioni di dati utili con porzioni di dati non significative. Se tali porzioni non vengono ripristinate, il materiale risulta corrotto e quindi non leggibile. Il programma eseguito dalla macchina virtuale del BD player si occupa di ricostruire il flusso corretto di bit, permettendo la lettura del disco. Il BD+ offre due meccanismi molto potenti di protezione: innanzitutto il codice non risiede mai permanentemente nel player, in quanto non appena viene estratto il disco la memoria della Virtual Machine viene azzerata. Questo significa che il codice non è direttamente accessibile dal player e che questo non può essere "violato". In secondo luogo, poiché il codice risiede solo nel supporto, è possibile modificarlo ogni qualvolta il codice in uso risulti violato, rendendo così il sistema aggiornabile.

## Storia delBlu-ray Disc

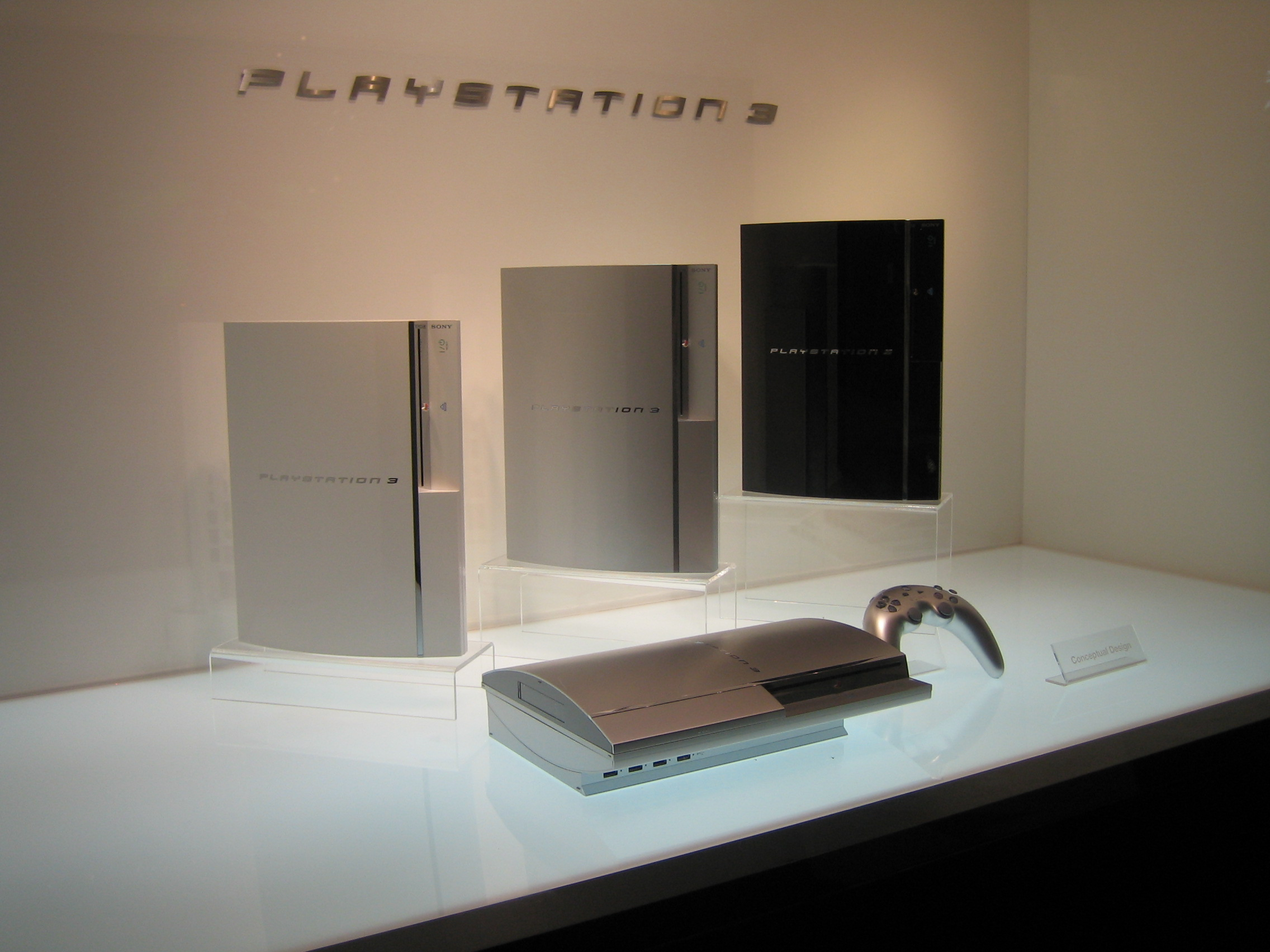
La PlayStation 3, il primo apparecchio a utilizzare commercialmente questa tecnologia

- Il 19 aprile 2004 Sony ha presentato il prototipo di supporto Blu-ray fatto di "carta" per mitigare l'impatto ambientale derivante dallo smaltimento dei supporti ottici e migliorare la sicurezza per il loro utilizzo. Il lavoro su questo nuovo tipo di supporto era iniziato l'anno precedente. Il disco, grazie alla carta che ne costituisce la componente principale (il 51%), è biodegradabile e può essere facilmente distrutto usando un semplice paio di forbici. I costi di produzione dovrebbero essere anche più bassi di quelli dei normali dischi, rendendo il nuovo supporto il prodotto perfetto per la prossima generazione di supporti ottici, anche se la particolarità di questo materiale, seppure si basi sullo standard Blu-ray ne impedisce l'uso sui (pochi) lettori e masterizzatori già in commercio, richiede un hardware aggiornato per il suo utilizzo.[5]
- A fine 2004 JVC invece ha annunciato la realizzazione del primo Blu-ray/DVD combo ROM disc, ovvero un disco capace di immagazzinare fino a 33,5 GB di dati in maniera molto originale: riprendendo l'idea dei DVD a singolo strato (layer) ma doppia faccia ha realizzato un supporto formato da un lato da un layer del Blu-ray Disc mentre dall'altro un DVD dual layer. In questo modo si potrebbero realizzare film in due formati diversi a diverse risoluzioni e un utente potrebbe cominciare a vedere il film in formato DVD e poi al momento dell'acquisto di un nuovo lettore compatibile Blu-ray poter usufruire subito delle potenzialità del nuovo formato con una videoteca già fornita. Teoricamente questo costituirebbe un ottimo supporto di transizione, ma nella pratica emergono vari dubbi sulla possibilità che questo possa mai diventare un prodotto commerciale, visti i risultati (scarsi) di tentativi analoghi già sperimentati in passato unendo i DVD e i CD per ottenere un formato unico.
- Il 20 maggio 2005 la TDK ha realizzato un prototipo di disco Blu-ray a doppio strato e doppia faccia in grado non solo di raccogliere il doppio dei dati (cioè 100 GB) ma anche di poter essere letto/scritto a velocità maggiore rispetto ai dischi standard realizzati finora. Il disco può registrare a 72 Mbps, il doppio rispetto ai 36 Mbps degli attuali Blu-ray Disc originali. TDK ha migliorato la velocità di scrittura usando un laser molto più potente e approntando alcuni cambiamenti al materiale del disco stesso. All'inizio, lo standard proposto si basava sulla velocità di 2x e questo ha costretto TDK a proporre il nuovo standard alla Blu-ray Disc Association, ma a fine giugno l'azienda è riuscita a raggiungere in laboratorio l'incredibile velocità di 6x ovvero 216  Mbps stabili in scrittura. Secondo Sony dopo il lancio di tale supporto ci sarà il primo aumento di velocità durante il 2007. È stata presentata inoltre l'evoluzione della tecnologia proprietaria Armor Plated, chiamata commercialmente col nome Durabis, che consiste in uno stato protettivo antigraffio già applicato da TDK su alcuni DVD nel 2004 e ora applicato anche ai supporti Blu-ray. A detta del produttore, i dischi trattati con questa resina speciale possono resistere all'"attacco" di una spugna in lana di acciaio e respingere ogni tipo d'inchiostro, anche indelebile. Questo strato protettivo consentirà la commercializzazione di dischi Blu-ray "nudi" ovvero privi della cartuccia protettiva che era stata pensata inizialmente, risultando quindi del tutto simili ai CD e ai DVD.
- Intanto la Philips si è concentrata maggiormente sull'hardware, e ha in programma di immettere sul mercato nella seconda metà del 2005 il primo drive ottico al mondo capace di leggere e scrivere Compact Disc (CD), Digital Versatile Disc (DVD) e Blu-ray Disc (BD). La sua utilità, ovvero l'uso di tre laser diversi, sarà però dimostrata solo quando ci sarà una vera espansione dei supporti Blu-ray.
- Sempre Philips a metà luglio 2005 ha effettuato i primi test di registrazione su supporti prodotti con rame e silicio a velocità da 1x a 7x (quest'ultima equivalente alla velocità 10x per i DVD e 30x per i CD). I risultati hanno indicato che il minor tempo di registrazione è tangibilmente praticabile a una velocità di rotazione di ben 10800 giri al minuto. All'atto pratico, 25 GB di dati possono essere, a velocità 7x, registrati in appena 14 minuti.
- Il 31 luglio 2005 la 20th Century Fox ha annunciato la prossima commercializzazione di alcuni titoli nel nuovo formato Blu-ray ad alta definizione sui mercati asiatico, americano ed europeo. Tra questi si possono citare: le serie dei Simpsons, X-Files, le saghe di X-Men e di Alien, oltre a molti altri titoli fra cui film di successo come Tutti pazzi per Mary e Io, Robot.
- Il 22 ottobre 2005 La Warner Bros. ha annunciato l'intenzione di voler produrre contenuti anche su supporti Blu-ray. La notizia risulta di particolare interesse, dal momento che Warner è comunque affiliata al gruppo a favore del formato HD DVD. La scelta di Warner segue quella di Paramount Home Entertainment. Marsha King, executive vice president per lo sviluppo business di Warner Home Video, ha dichiarato di voler rendere disponibili le proprie produzioni per il maggior numero di consumatori possibili. Warner afferma che i sistemi anticopia previsti dallo standard Blu-ray soddisfano le esigenze della compagnia stessa.
- Il 31 ottobre 2005 HP, in accordo con le polemiche sollevate da Microsoft e Intel, a proposito dell'adozione di due requisiti, ritenuti fondamentali, come il "mandatory managed copy" e lo "iHD interactive layer" che se non verranno adottati porteranno la casa statunitense ad appoggiare il concorrente. Sembra che, dopo uno scambio di pareri con Microsoft, HP abbia rivalutato la propria posizione dichiarando "La Blu-ray Disc Association deve adottare il mandatory managed copy e l'iHD, due elementi che potrebbero aumentare le possibilità di unificazione dei formati. Ovviamente, se questa deciderà di non cambiare da BD-J a iHD per le applicazioni interattive, HP potrebbe supportare la tecnologia più conveniente, l'HD DVD". HP non uscirà comunque dal consorzio Blu-ray, supporterà entrambi i formati, ma con queste premesse, per il Blu-ray Disc, la situazione non è certo delle migliori.
- Il 30 dicembre 2005 sono state confermate le voci secondo le quali i dischi Blu-ray saranno dotati di Region code come gli attuali DVD. Le regioni saranno però soltanto tre:
  - Regione A: America e Sud Est asiatico (India, Giappone, Corea, Thailandia, Malaysia, ecc.), Cina esclusa
  - Regione B: Europa e Africa
  - Regione C: Cina, Russia e altri

La novità risiede nella condivisione di codifica per Nord-America e Giappone, rendendo così possibile lo scambio di materiale fra queste due zone di importanza cruciale per il mercato. Tale scelta infatti permette ad esempio di utilizzare giochi per la PlayStation 3 non solo in Giappone ma anche negli Stati Uniti. Ignorati dunque i pareri di molti analisti del settore che indicavano nelle limitazioni a zone più un problema per chi fruisce legalmente dei contenuti che per la pirateria.
- Il 10 gennaio 2006 al CES di Las Vegas la TDK ha mostrato alcuni supporti da 100 GB grazie all'adozione di quattro strati. Secondo il produttore possono essere scritti a una velocità di 6x, quindi quasi 27 MB al secondo, vale a dire circa un'ora per la masterizzazione completa. È stato inoltre migliorato il supporto di protezione, ora denominato Durabis 2, in grado di proteggere maggiormente il supporto dai graffi. Indiscrezioni assolutamente non confermate indicano in circa 50-70 euro il prezzo del supporto da 100 GB, mentre per le versioni da 50 GB BD-E e BD-RE (riscrivibile) i prezzi sarebbero rispettivamente di 40 e 55 euro circa, ovviamente destinati a scendere drasticamente col tempo.
- Il 9 febbraio 2006 Sony ha comunicato i prezzi dei futuri film su supporto Blu-ray. Tali prezzi oscilleranno tra i 29 e i 34 dollari, a seconda della popolarità dei film. In sostanza dovrebbero essere prezzi simili a quanto era avvenuto nel 1997 con il passaggio da VHS a DVD.
- Nel dicembre 2006 il prezzo ai consumatori dei primi masterizzatori Blu-ray dedicati si aggirava intorno a 800 e 900 euro.
- Il 29 maggio 2007 l'azienda indiana Moser Baer, unica società non giapponese che produce dischi Blu-ray e secondo produttore mondiale di dischi ottici, dichiara di aver prodotto i primi dischi Blu-ray a 8x, 36 MB/s compatibili con la specifica Blu-ray 1.2.[6]
- Il 19 febbraio 2008 Toshiba ha annunciato l'abbandono del progetto HD DVD[7].
- Il 7 luglio 2008 Pioneer ha annunciato un disco Blu-ray da 400 GB con 16 strati. Non si sa ancora per quando sarà prevista la commercializzazione[8].
- L'11 febbraio 2009 Sony ha annunciato di voler inserire in un singolo disco Blu-ray un film in HD abbinato a un gioco completo. Questo per i giochi tratti o ispirati da film. Resta ancora da definire la qualità del film e del videogioco che dovranno dividersi lo spazio disponibile del supporto[9].
- Nella prima settimana di gennaio 2009 il BD ha raggiunto quota 16% del mercato guadagnando posto sul suo predecessore e battendo ogni suo record[10].
- Il 25 ottobre 2009 il BD è salito a quota 16% del mercato (DVD all'84% del market share)[10].
- Il 3 gennaio 2010 Sony e Panasonic hanno annunciato di aver messo a punto una tecnologia, denominata i-MLSE (Maximum Likelihood Sequence Estimation), che rende la gestione dei problemi di jitter più efficiente rispetto allo standard attuale. Si tratta quindi semplicemente di un'ottimizzazione di quanto sviluppato finora, ma all'atto pratico consentirebbe di superare alcuni limiti imposti agli attuali Blu-ray Disc e portarne la densità da 25 a 33,4 GB per strato, richiedendo ai lettori già esistenti appena un aggiornamento del firmware. Tale tecnologia, che comunque dovrà ricevere l'approvazione del BDA per diventare uno standard e diffondersi, verrebbe incontro soprattutto alla produzione di Blu-ray 3D, mettendo a disposizione 16,8 GB in più per ogni supporto a doppio strato[11].

Logo del Blu-ray 3D

- Il 17 dicembre 2009 la Blu-ray Disc Association ha definito ufficialmente le specifiche dello standard Blu-ray 3D, preoccupandosi di offrire l'esperienza 3D di massima qualità possibile, ossia un'immagine 1080p per ogni occhio. Il codec scelto è l'AVC MVC (Multiview Video Coding), un'evoluzione dell'H.264 che consente di inglobare la seconda traccia 1080p in un comune supporto Blu-ray, con un aumento del 50% dello spazio occupato. Tale scelta permetterà ai nuovi dischi 3D di essere perfettamente compatibili con qualunque lettore di Blu-ray Disc già presente sul mercato, ma per la sola visione in 2D: l'esperienza stereoscopica permessa dalla traccia aggiuntiva richiederà lettori compatibili con le nuove specifiche, oltre che televisori o proiettori "3D Ready", accompagnati da occhialini. Il BDA non ha fatto riferimento alla versione 1.4 della connessione HDMI, mentre ha garantito la piena compatibilità della PlayStation 3, previo aggiornamento del firmware[12]. Tale compatibilità è stata introdotta con la versione 3.50, resa disponibile per il download dal 21 settembre 2010[13].
I primi prodotti compatibili sono stati presentati da Sony e Samsung l'8 gennaio 2010 al CES di Las Vegas. Il primo lettore a essere arrivato sul mercato è stato il BD-C6900, della Samsung, in vendita negli Stati Uniti dall'11 marzo e in Italia da metà aprile. Il primo titolo distribuito in Italia in Blu-ray 3D, dopo le edizioni in DVD e in semplice Blu-ray Disc, è stato Piovono polpette,[14] in vendita dal 10 giugno.
- Nel giugno 2010 la Blu-ray Disc Association ha definito ufficialmente le specifiche dello standard BDXL, supporti Blu-ray multi-layer dalla capacità di 100 GB (quelli a 3 strati) e di 128 (quelli a 4 strati). Per entrambi sono previste la versione registrabile (BD-R XL) e riscrivibile (BD-RE XL)[15]. Il primo masterizzatore compatibile con tali supporti è stato il BDR-206MBK, commercializzato dalla Pioneer nell'inverno 2010[16]. I primi supporti registrabili, da 100 GB, sono stati commercializzati da Panasonic, Sharp e TDK in Giappone nell'autunno 2010[17]. I primi supporti riscrivibili, anch'essi da 100 GB, sono stati commercializzati dalla Panasonic dal 15 aprile 2011[18].
- Il 14 gennaio 2013, Andy Parson, il presidente della Blu-ray Disc Association, ha annunciato che è stato creato un gruppo di studio per definire le specifiche di un formato Blu-ray adatto alle produzioni video in 4K (3840×2160 pixel) chiamato Ultra HD Blu-ray.[19]

## Software di scrittura
- Nero Burning ROM nella sua versione 6.6.0.13 supporta il testing e il data recording Blu-ray
- K3b (applicativo GNU-GPL) nella versione 2.0 è stato reso compatibile con il Blu-ray Disc
- Toast Titanium nelle versioni successive dalla 8.0 supporta pienamente la scrittura e verifica su supporti Blu-ray
- ImgBurn ha aggiunto il supporto ai file system UDF 2.50 e ai dischi HD DVD e Blu-ray nella versione 2.2.0.0
- Ashampoo Burning Rom
- BurnAware

## I principali finanziatori del progetto
- Dell
- Hitachi
- Hewlett-Packard
- LG Electronics
- Panasonic
- Philips
- Pioneer
- Samsung
- Sharp
- Sony
- Sun Microsystems
- TDK
- Texas Instruments
- Thomson

## Case di produzione che supportano ilBlu-ray Disc
- The Walt Disney Company (dall'8 dicembre 2004)
- Metro-Goldwyn-Mayer
- Sony Pictures Entertainment (Columbia Pictures/TriStar Pictures/Screen Gems)
- 20th Century Fox (dal 3 ottobre 2004)
- Vivendi Universal Games ed Electronic Arts (dal 7 gennaio 2005)
- Warner Bros. (dal 3 ottobre 2005 fino a maggio 2008 ha pubblicato anche supporti HD DVD)[20]
- Universal Studios[21]
- Paramount Pictures
- Vision Visual Effects - Vision

## Dati tecnici e differenze tra ilBlu-ray Disce l'HD DVD
| Parametri                      | Parametri                      | Blu-ray Disc                                                 | HD DVD                                                       |
| ------------------------------ | ------------------------------ | ------------------------------------------------------------ | ------------------------------------------------------------ |
| Capacità ROM (sola lettura)    | (1 layer)                      | 25 GB                                                        | 15 GB                                                        |
| Capacità ROM (sola lettura)    | (2 layer)                      | 50 GB                                                        | 30 GB                                                        |
| Capacità ROM (sola lettura)    | (3 layer)                      | 100 GB                                                       | 51 GB                                                        |
| Capacità ROM (sola lettura)    | (4 layer)                      | 128 GB                                                       | non disponibile                                              |
| Capacità ROM (sola lettura)    | (8 layer)                      | 200 GB (in sviluppo)                                         | non disponibile                                              |
| Capacità RW (riscrivibile)     | (1 layer)                      | 25 GB                                                        | 20 GB                                                        |
| Capacità RW (riscrivibile)     | (2 layer)                      | 50 GB                                                        | 32 GB                                                        |
| Capacità RE (riscrivibile)     | (1 layer)                      | 25 GB                                                        | non disponibile                                              |
| Capacità RE (riscrivibile)     | (2 layer)                      | 50 GB                                                        | non disponibile                                              |
| Capacità RE (riscrivibile)     | (3 layer)                      | 100 GB                                                       | non disponibile                                              |
| Capacità R (registrabile)      | (1 layer)                      | 25 GB                                                        | 15 GB                                                        |
| Capacità R (registrabile)      | (2 layer)                      | 50 GB (DL)                                                   | non disponibile                                              |
| Capacità R (registrabile)      | (3 layer)                      | 100 GB (TL)                                                  | non disponibile                                              |
| Capacità R (registrabile)      | (4 layer)                      | 128 GB (QL)                                                  | non disponibile                                              |
| Processo produttivo            | Processo produttivo            | nuova tecnologia                                             | nuova tecnologia                                             |
| Lunghezza d'onda del laser     | Lunghezza d'onda del laser     | 405 nm                                                       | 405 nm                                                       |
| Apertura numerica              | Apertura numerica              | 0,85                                                         | 0,65                                                         |
| Potenza assorbita in lettura   | Potenza assorbita in lettura   | 0,35 mW                                                      | 0,5 mW                                                       |
| Strato protettivo              | Strato protettivo              | 0,1 mm                                                       | 0,6 mm                                                       |
| Dimensione della traccia       | Dimensione della traccia       | 0,32 µm                                                      | 0,40 µm                                                      |
| Dimensione minima del pit      | Dimensione minima del pit      | 149,0 nm                                                     | 204,0 nm                                                     |
| Velocità di trasferimento dati | Velocità di trasferimento dati | 36 Mbps (1x) 72 Mbps (2x) 54 Mbps (video BD-ROM)             | 36,5 Mbps 72 Mbps (2x)                                       |
| Risoluzione video              | Risoluzione video              | 1920 × 1080                                                  | 1920 × 1080                                                  |
| Compressione video             | ROM                            | MPEG-2 MPEG-4 AVC (H.264) VC-1                               | MPEG-2 MPEG-4 AVC (H.264) VC-1                               |
| Compressione video             | RW/R                           | MPEG-2                                                       | MPEG-2                                                       |
| Codifica audio                 | Codifica audio                 | PCM Dolby Digital Dolby Digital Plus DTS DTS-HD Dolby TrueHD | PCM Dolby Digital Dolby Digital Plus DTS DTS-HD Dolby TrueHD |

## Quote di mercato
Dopo un'iniziale superiorità di vendite dei lettori HD DVD, le vendite di titoli Blu-ray hanno avuto un'accelerazione. Gli analisti hanno imputato alla diffusione della PlayStation 3 l'aumento delle vendite dei Blu-ray Disc. La console viene venduta in milioni di esemplari e questo fornisce un notevole vantaggio al formato Blu-ray. I lettori HD DVD, invece, hanno ritmi di vendita molto più ridotti; difatti, i maggiori produttori mondiali ne misurano le vendite dei lettori HD DVD in centinaia di migliaia e alcuni rivedendo le stime di vendita al ribasso. La catena di negozi di vendita e noleggio di supporti audio/video Blockbuster, dopo alcuni mesi di vendita contemporanea sia del supporto Blu-ray che di quello HD DVD, ha deciso di dismettere quest'ultimo, dato che il 70 per cento dei clienti chiedeva il primo. Gestire entrambi i supporti aveva dei costi di magazzino più elevati. Secondo stime di Sony, in Europa, a luglio, le vendite di Blu-ray Disc sono state da due a cinque volte superiori a quelle HD DVD. A fine luglio Sony ha annunciato un accordo con la catena di negozi Target che nei 1500 punti vendita forniranno solamente soluzioni Blu-ray fino alle feste natalizie. Secondo le analisi di mercato nella prima metà del 2007 il formato Blu-ray ha venduto 1,6 milioni di dischi mentre il supporto HD DVD ha venduto 795 000 dischi. Secondo un'analisi pubblicata nell'ottobre del 2007 in Europa sarebbero stati venduti un milione di dischi Blu-ray pari al 73 per cento del mercato dei supporti ad alta definizione.
- Al 27 settembre 2008 l'incidenza delle vendite dei Blu-ray Disc in confronto ai DVD è salita all'8 per cento.[30]
- Il 10 maggio 2009 il BD si mantiene a quota 10% del mercato lasciando il DVD al 90% del market share[10].
- Il 17 maggio 2009 il BD sale a quota 15% del mercato (DVD all'85% del market share)[10].
- Il 7 giugno 2009 il BD si assesta al 12% del mercato (DVD all'88% del market share)[10].
- Il 25 ottobre 2009 il BD sale a quota 16% del mercato (DVD all'84% del market share)[10].
- Il 15 novembre 2009 il BD sale a quota 17% del mercato (DVD all'83% del market share)[10].
- A inizio 2010 il BD scende a quota 15% del mercato (DVD all'85% del market share)[10].
- Il 28 marzo 2010 il BD sale a quota 16% del mercato (DVD all'84% del market share)[10].
- Il 24 ottobre 2010 il BD sale a quota 19% del mercato (DVD all'81% del market share)[10].
- Il 12 dicembre 2010 il BD sale a quota 21% del mercato (DVD al 79% del market share)[10].
- Il 25 dicembre 2010 il BD scende a quota 20% del mercato (DVD all'80% del market share)[10].
- Il 30 gennaio 2011 il BD scende a quota 19% del mercato (DVD all'81% del market share)[10].
- Il 20 febbraio 2011 il BD scende a quota 17% del mercato (DVD all'83% del market share)[10].
- Il 20 marzo 2011 il BD sale a quota 19% del mercato (DVD all'81% del market share)[10].
- Il 16 aprile 2011 il BD sale a quota 27% del mercato (DVD al 73% del market share)[10].
- Il 24 aprile 2011 il BD scende a quota 21% del mercato (DVD al 79% del market share)[10].
- Il 31 dicembre 2011 il BD sale a quota 25% del mercato (DVD al 75% del market share)[10].
- Il 30 ottobre 2013 il BD sale a quota 36% del mercato (DVD al 64% del market share)[10].